# Tumbaya
Tumbaya es una localidad del departamento de Tumbaya, en la provincia argentina de Jujuy. Esta villa está a orillas del río Grande, en la Quebrada de Humahuaca.

## Geografía
Dista 45 km de la capital jujeña San Salvador de Jujuy, a 2.034 m s. n. m., se llega por Ruta 9; limita con los departamentos Dr. Manuel Belgrano, Tilcara, Ledesma, Humahuaca y Cochinoca y con la Provincia de Salta
Es zona de precordillera con paisajes coloridos.
Alud de enero de 2017
El 11 de enero de 2017 el fuerte temporal que se dio en la provincia provocó en esta localidad y en la vecina Volcán (Jujuy), un deslizamiento conocido como alud, que se originó a partir de una desestabilización en los cerros aledaños y que sepultó a los pueblos dichos bajo metros de lodo, agua y rocas. La situación en la zona es de desastre total, término impulsado desde el poder ejecutivo de la provincia. El fenómeno natural dejó 4 muertos. Las primeras investigaciones determinan que esto no se debe a un fenómeno de cambio climático (a pesar de que tiene una fuerte influencia) sino a una errónea ubicación de los pueblos en zonas naturales donde discurren las corrientes pluviales.

### Sismicidad
La sismicidad del área de Jujuy es frecuente y de intensidad baja, y un silencio sísmico de terremotos medios a graves cada 40 años.
- Sismo de 1863: aunque dicha actividad geológica catastrófica, ocurre desde épocas prehistóricas, el terremoto del 4 de enero de 1863 (162 años),[2] señaló un hito importante dentro de la historia de eventos sísmicos jujeños, con 6,4 Richter. Pero nada cambió extremando cuidados y/o restringiendo códigos de construcción.[1]
- Sismo de 1948: el 25 de agosto de 1948 (76 años) con 7,0 Richter, el cual destruyó edificaciones y abrió numerosas grietas en inmensas zonas[2][1]
- Sismo de 2009: el 6 de noviembre de 2009 (15 años) con 5,6 Richter

## Historia
Armando el árbol genealógico de la familia Aramayo aparece en Dirección de Inmuebles en el Libro I del Registro de Propiedades del Dto. de Tumbaya Provincia de Jujuy-Argentina, pp. 83, lo siguiente:

"Setiembre de 1899 - Se registró un testimonio de escritura de venta en remate otorgada ante el Escribano Interino de Hacienda D. Juán O.Córdoba, en 21 de MAYO DE 1855, en el que consta que D. Rufino Valle, Tesorero de la Provincia en nombre del Gobierno, vende en remate público a D. Pedro Aramayo, la finca o hacienda de Tumbaya ubicada en el Departamento del mismo nombre, la que linda al Norte las cuchillas que forman la quebrada de Purmamarca; al Sud la esquina de Coiruro y demas terrenos de la casa del Señor Barcena; al Naciente la corriente de las aguas del río de Humahuaca y al Poniente las cerranías del Chañi de la casa de los Señores Portal, exceptuándose de esta venta el terreno para formar pueblo, donde está construida la Capilla de Tumbaya, bajo los límites siguientes, al Naciente el Río de Humahuaca; al Poniente el filo de la peña Colorada que está atrás de la Capilla; al Sud una punta que sobre el río hace esta misma peña, dejando antes una especie de encenada a favor del pueblo y al Norte un mojón que se pondrá en el citio donde ahora toca el río con el cerro, que dista cuatro cuadras mas o menos de la punta señalada por mojón al Sud, por 2010 $ libre del pago de derecho de alcabada, ni la multa por L. de la H. L. de 31 de mayo de 1898"

Esta escritura puede considerarse equivalente a un acta de fundación del pueblo de Tumbaya.

## Iglesia
El pueblo tiene arquitectura colonial. Tumbaya es parte del circuito de la Quebrada de Humahuaca, presenta un clima semitemplado y seco, con cerros de deslumbrantes colores. 

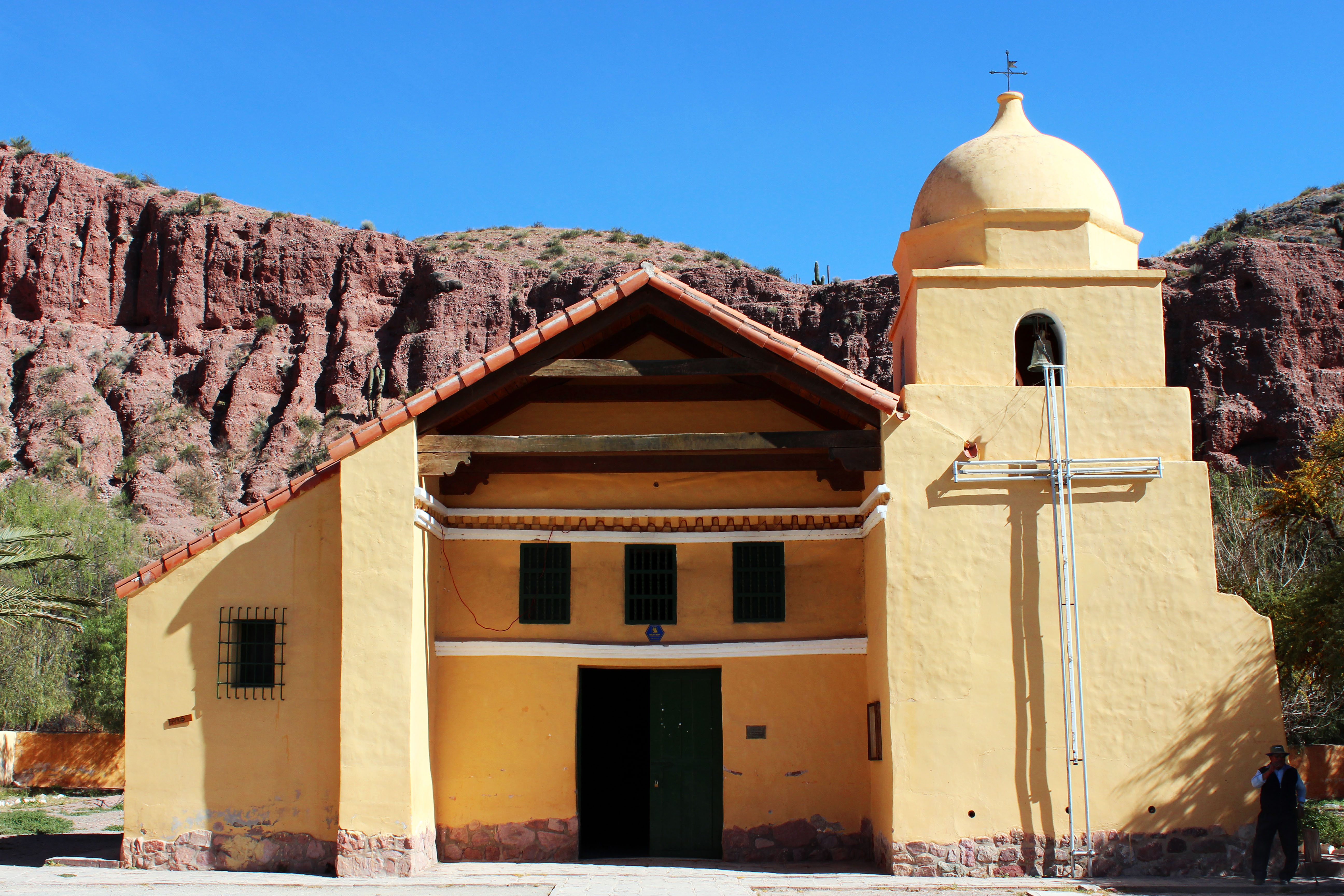
Capilla del Pueblo de Tumbaya

- Histórica Iglesia, de 1796 con pinturas de la Escuela Cuzqueña y piezas de orfebrería. Es Monumento Histórico Nacional
- Celebración de la Virgen de la Candelaria, el 2 de febrero
- Feria popular por Nuestra Señora de Los Dolores, el 15 de septiembre.

En esta localidad funciona una escuela de gastronomía, que se especializa en la divulgación de comida andina.
 Jujuy posee más de 40 variedades de papa y Perú, más de 4000. Además se estudia sobre la quinoa y se enseñan técnicas de cocción ancestrales.

## Virgen de Copacabana de Punta Corral

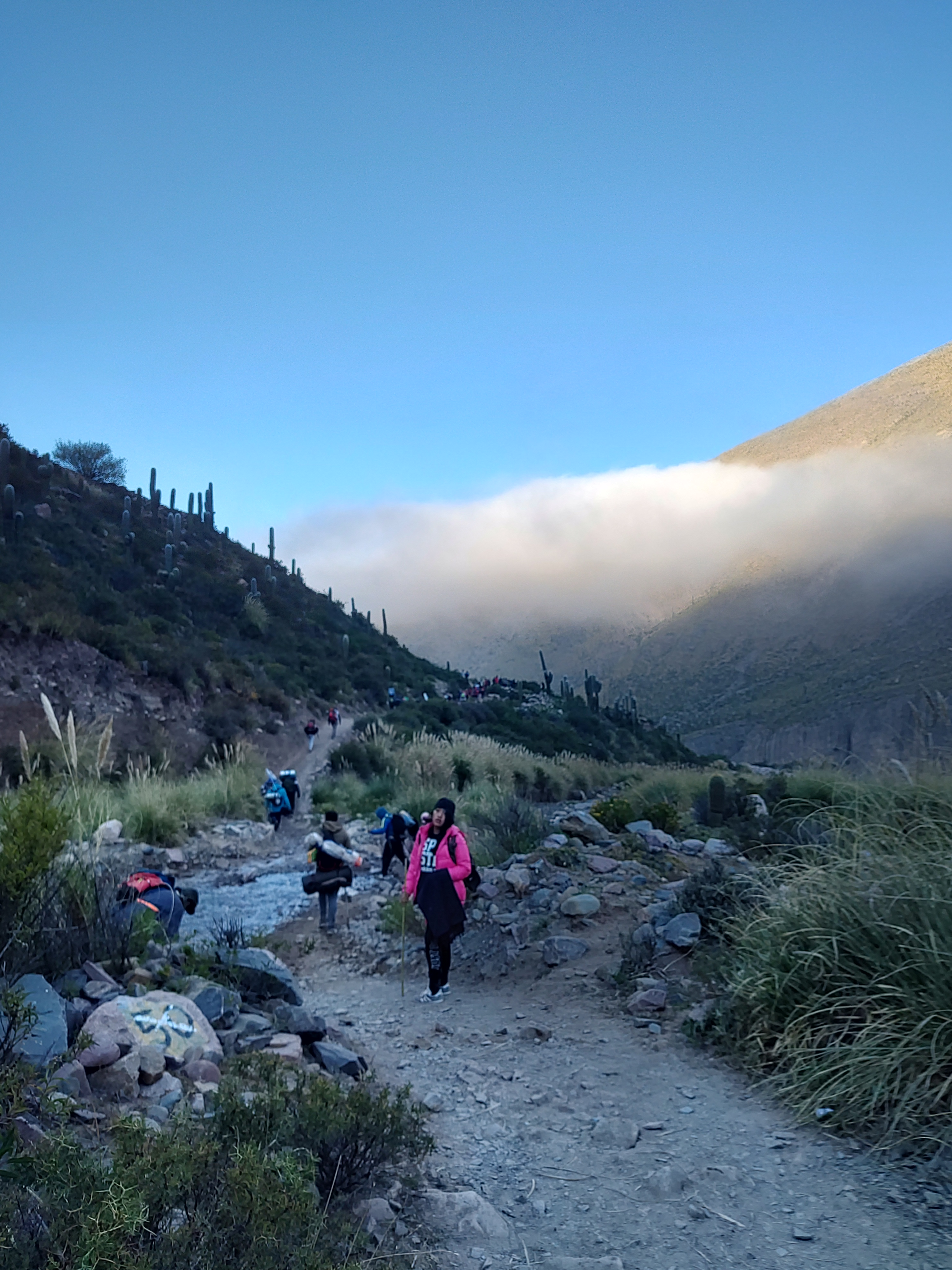
Peregrinación a Punta Corral, desde Tumbaya, 2025

El domingo de Ramos, los peregrinos escoltan a la imagen de la Virgen de Copacabana, que desciende desde Punta Corral, 23 km al noreste del pueblo de Tumbaya. El descenso a Tumbaya fue realizado hasta el año 1917, cuando se vio modificado debido a que el pueblo quedó sin sacerdote. Por tal motivo, desde ese año y hasta 1971, la Virgen comenzó a subir hacia el santuario de Punta Corral desde Tumbaya, para bajar hacia Tilcara el miércoles Santo. En la década del '60 comenzaron a desatarse tensiones entre ambos pueblos por la propiedad de la imagen y el desarrollo de las celebraciones de Semana Santa. Finalmente, en 1972, se retomó la bajada de la Virgen de Copacabana de Punta Corral hacia el pueblo de Tumbaya el Domingo de Ramos, siendo una celebración multitudinaria por la gran devoción de los fieles, e impresionante por el emplazamiento de la misma. La peregrinación al Santuario de la Virgen de Copacabana de Punta Corral ha recibido la denominación de "Patrimonio Cultural Inmaterial" por la UNESCO.

## Parroquias de la Iglesia católica en Tumbaya
| Diócesis  | Jujuy                         |
| --------- | ----------------------------- |
| Parroquia | Nuestra Señora de los Dolores |